# Аника Бек
Аника Бек (на немски: Annika Beck; родена на 16 февруари 1994 г. в Гисен) е германска тенисистка.
Бек е носителка на седем ITF титли на сингъл и една на двойки. Печели и Ролан Гарос 2012 за девойки. На Люксембург Оупън 2013 Бек стига до първия си WTA финал, а година по-късно на Люксембург Оупън 2014 печели и първата си титла. На Бразил Тенис Къп 2015 германката е финалистка на сингъл, а на двойки триумфира за първи път заедно с Лаура Зигемунд.

## Лични данни
Баща ѝ се казва Йоханес, а майка ѝ – Петра. Родителите ѝ преподават химия в Бонския университет.
Започва да играе тенис на 4-годишна възраст. Любимият ѝ удар е форхенд, а любимата ѝ настилка – твърдата. Владее немски, английски и испански език. Харесва също лека атлетика и плуване. В свободното си време обича да свири на цигулка и да чете (любимата ѝ книга е „Здрач“). Любимата ѝ актриса е Дженифър Анистън; любими изпълнители – Лейди Гага, Риана, Линкин Парк. Най-приятният ѝ тенис спомен е спечелването на Ролан Гарос 2012 за девойки.

## Кариера

### 2012
Бек започва годината под номер 234 в света. Първоначално тя играе на ITF турнири с награден фонд $25 000 – един през януари, един през февруари и 3 през март. Стига до финалите в Съндърланд и Бат, а в Москва печели и титла. През април и май Бек започва да участва в състезания от по-висока категория, но е принудена да играе квалификации. Стига до основната схема в Копенхаген и Прага. Отпада в квалификациите на Порше Тенис Гран при 2012, Ещорил Оупън 2012 и Ролан Гарос 2012, но участва в турнира за девойки на Ролан Гарос 2012 и триумфира с титлата, побеждавайки Анна Каролина Шмидлова във финала в три сета.
| Изход     | No. | Година | Турнир      | Настилка | Опонент на финала      | Резултат на финала  |
| --------- | --- | ------ | ----------- | -------- | ---------------------- | ------------------- |
| Шампионка | 1.  | 2012   | Ролан Гарос | Клей     | Анна Каролина Шмидлова | 3 – 6, 7 – 5, 6 – 3 |

Бек преминава квалификациите на Уимбълдън 2012 и влиза в основната схема, но губи в първи кръг. През юли тя преодолява квалификациите на WTA турнир в Бостад, но отново отпада в първи кръг. Тя играе и в две ITF състезания – печели първото във Ферсмолд с награден фонд $50 000, а във второто, провеждащо се в Оломоуц с награден фонд $100 000, тя губи във втори кръг. През август Бек триумфира с $25 000 ITF титла, този път в Коксейде. След това тя играе в квалификациите на US Open 2012, но е надиграна още в първия си мач. През септември тя влиза директно в основната схема на Бел Чалъндж 2012 – Бек печели първия си двубой, но е отстранена в следващия кръг. Следва нова титла за нея от веригата на ITF – в Шрусбъри. През октомври Бек участва в два турнира от WTA, но трябва да започне от квалификациите. Тя отпада във втори кръг на квалификациите за Дженерали Лейдис Линц 2012, но стига до основната схема на Люксембург Оупън 2012, побеждавайки в първия си мач, но отстъпва на Луцие Храдецка във втория. Връщайки се отново към веригата на ITF, Бек триумфира с титлите в Исманинг и Барнстъпъл, и двете с награден фонд $75 000. Тя завършва сезон 2012 под номер 78 в света.

### 2013
В началото на годината Бек стига до четвъртфиналите на Шънджън Оупън 2013, отстранявайки четвъртата поставена Сие Су-вей във втори кръг. Две седмици по-късно, на Аустрелиън Оупън 2013, Бек записва първата си победа в турнир от Големия шлем, надигравайки 28-ата поставена Ярослава Шведова в първи кръг преди да отстъпи на японката Аюми Морита след това. Бек губи в първи кръг на Патая Оупън 2013 и Ю Ес Нешънъл Индор Тенис Чемпиъншипс 2013, а на Бразил Тенис Къп 2013 успява да спечели един мач. Следва участие в големите турнири Бе Ен Пе Париба Оупън 2013 и Сони Оупън Тенис 2013, но и в двата не записва победа. През април Бек постига най-добрия си резултат на турнир от категория Международни. Това се случва на Бе Ен Пе Париба Катовице Оупън 2013, където тя се класира за полуфиналите, но там е спряна от No.13 в света Роберта Винчи. Бек играе на турнира Порше Тенис Гран при 2013, който е от категория Висши на WTA. Тя претърпява загуба още в първия си двубой срещу световната номер 8 Петра Квитова с 5 – 7, 7 – 6, 3 – 6.
На Ролан Гарос 2013 Бек преодолява първи кръг, но във втори отстъпва на Виктория Азаренка в два сета. Бек е участничка във втори кръг и на Уимбълдън 2013, но този път е спряна от Клара Закопалова. На US Open 2013 обаче нейното участие приключва още в първи кръг след загуба от Елена Веснина. В турнира KDB Korea Open 2013 Бек е поставена под номер 8, но отпада във втори кръг след загуба срещу Вера Душевина с 3 – 6, 5 – 7. Бек отпада в първи кръг на Торай Пан Пасифик Оупън 2013, след като взима само два гейма в мача си срещу Ана Иванович, 1 – 6, 1 – 6. Германката отпада в първи кръг и на турнирите Чайна Оупън 2013 и Дженерали Лейдис Линц 2013. Следва Люксембург Оупън 2013, където Бек стига до първия си финал на турнир от тура на WTA. В мача за титлата обаче тя отстъпва на Каролине Возняцки с 2 – 6, 2 – 6.

## Финали на турнири отWTA Тур

### Сингъл: 3 (1 – 2)
| Легенда                              |
| ------------------------------------ |
| Турнири от Големия шлем (0 – 0)      |
| Шампионат на WTA Тур (0 – 0)         |
| Задължителни Висши & Висши 5 (0 – 0) |
| Висши (0 – 0)                        |
| Международни (1 – 2)                 |

| Финали по настилка |
| ------------------ |
| Твърда (1 – 1)     |
| Трева (0 – 0)      |
| Клей (0 – 1)       |
| Мокет (0 – 0)      |

| Изход      | No. | Дата             | Турнир                                    | Настилка   | Опонент                    | Резултат            |
| ---------- | --- | ---------------- | ----------------------------------------- | ---------- | -------------------------- | ------------------- |
| Финалистка | 1.  | 20 октомври 2013 | Люксембург Оупън, Люксембург, Люксембург  | Твърда (з) | Каролине Возняцки          | 2 – 6, 2 – 6        |
| Шампионка  | 1.  | 18 октомври 2014 | Люксембург Оупън, Люксембург, Люксембург  | Твърда (з) | Барбора Захлавова-Стрицова | 6 – 2, 6 – 1        |
| Финалистка | 2.  | 1 август 2015    | Бразил Тенис Къп, Флорианополис, Бразилия | Клей       | Теляна Перейра             | 4 – 6, 6 – 4, 1 – 6 |

(з) = Закрито

### Двойки: 2 (1 – 1)
| Легенда                              |
| ------------------------------------ |
| Турнири от Големия шлем (0 – 0)      |
| Шампионат на WTA Тур (0 – 0)         |
| Задължителни Висши & Висши 5 (0 – 0) |
| Висши (0 – 0)                        |
| Международни (1 – 1)                 |

| Финали по настилка |
| ------------------ |
| Твърда (0 – 1)     |
| Трева (0 – 0)      |
| Клей (1 – 0)       |
| Мокет (0 – 0)      |

| Изход      | No. | Дата             | Турнир                                    | Настилка   | Партньор       | Опоненти                    | Резултат            |
| ---------- | --- | ---------------- | ----------------------------------------- | ---------- | -------------- | --------------------------- | ------------------- |
| Финалистки | 1.  | 20 октомври 2013 | Дженерали Лейдис Линц, Линц, Австрия      | Твърда (з) | Каролин Гарсия | Ралука Олару Анна Татишвили | 2 – 6, 1 – 6        |
| Шампионки  | 1.  | 31 юли 2015      | Бразил Тенис Къп, Флорианополис, Бразилия | Клей       | Лаура Зигемунд | Мария Иригойен Паула Каня   | 6 – 3, 7 – 6(7 – 1) |

(з) = Закрито